# Tonsillectomia

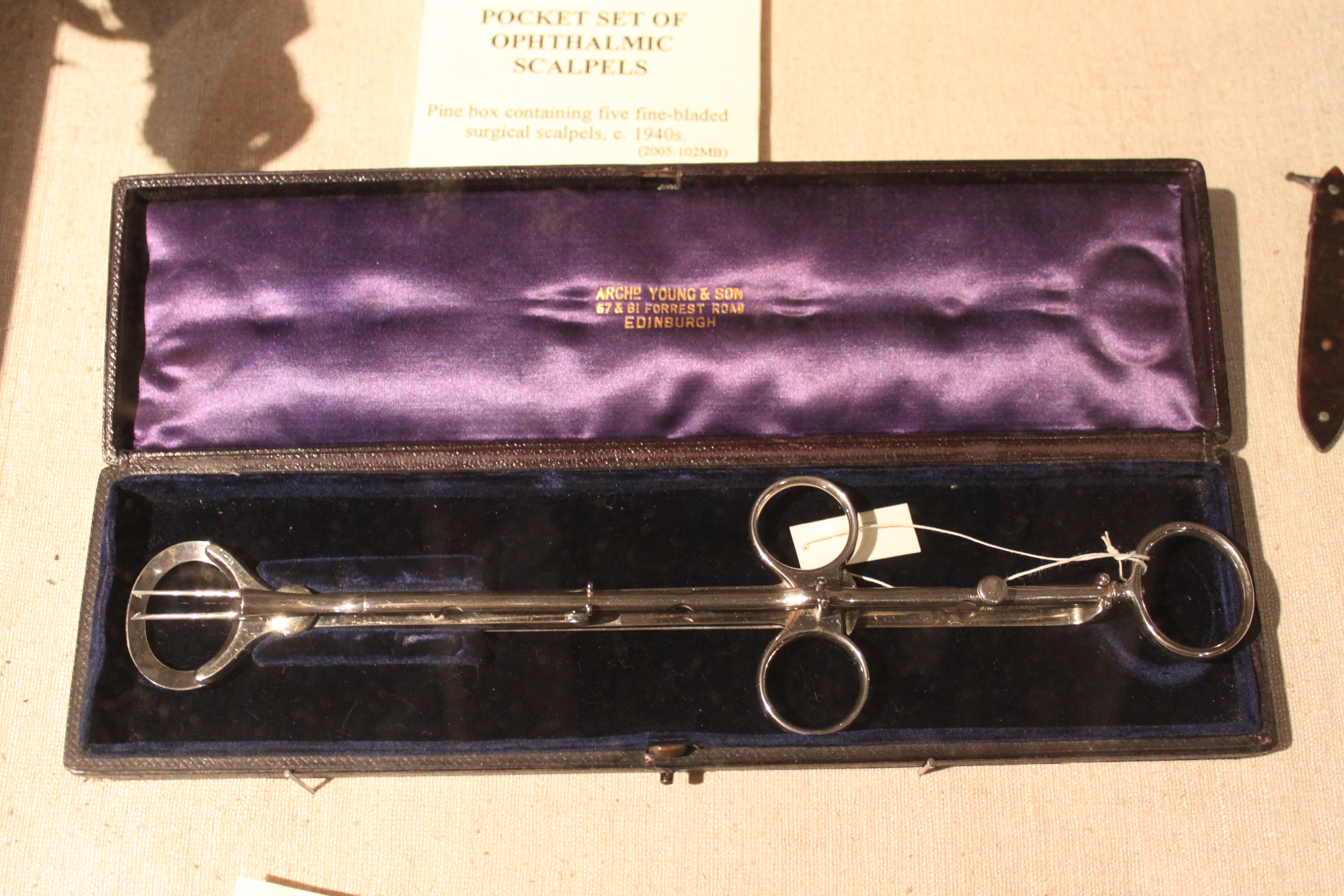
Vecchio strumento per la tonsillectomia

La tonsillectomia è l'asportazione chirurgica delle tonsille, che può essere proposta dal medico otorinolaringoiatra in presenza di tonsilliti particolarmente frequenti e severe, tonsilliti croniche anche lievi o in presenza di una tonsillite acuta degenerata in ascesso tonsillare.

## Descrizione
L'intervento viene eseguito attualmente per tutte le età in anestesia generale. 
Questo intervento storicamente veniva eseguito con l'ausilio di pinza e forbice o dissettori, procedendo quindi a porre punti di sutura nelle logge tonsillari. Ultimamente, accanto a questo metodo, se ne sono diffusi anche altri, quali il bisturi a radiofrequenza e la cauterizzazione della ferita anziché l'applicazione di punti di sutura.
Queste nuove tecniche diminuiscono i tempi di intervento ed il sanguinamento intraoperatorio, ma non sembrerebbe che apportino vantaggi per il dolore post-operatorio e per le complicanze post-operatorie, quali le emorragie.
Nel decorso post operatorio la deglutizione diviene dolorosa per vari giorni; per evitare deperimento fisico sono disponibili in farmacia alimenti liquidi dietetici destinati a fini medici speciali, indicati per il regime alimentare di pazienti a rischio malnutrizione (200 ml, 1,5 kcal/ml).
Si ricorda che anche l'antibiotico è disponibile come sospensione orale (spesso è prescritto amoxicillina triidrato corrispondente ad amoxicillina 875 mg, potassio clavulanato corrispondente ad acido clavulanico 125 mg).

## Complicanze
Da rilevare che, anche se ritenuto un intervento piuttosto banale, è doloroso (specie nei pazienti adulti) e non è assolutamente scevro da complicanze; la più frequente è l'emorragia, che si verifica nel 3% circa dei pazienti e può richiedere un'emostasi con pinze bipolari in anestesia locale o generale, a seconda della collaborazione e dell'età del paziente. 
Negli adulti, per evitare complicazioni spesso dovute ad emorragia e per aiutare la ripresa, alcuni specialisti consigliano iniezioni intramuscolari di fitomenadione (vit. K) 10 mg/ml, cianocobalamina (vit. B12) 2 mg; calcio folinato 0,9 mg nelle due settimane precedenti l'intervento e in quella successiva. Spesso è prescritto paracetamolo 1000 mg come analgesico; sono sconsigliati invece altri antidolorifici perché allungano il tempo di coagulazione e cicatrizzazione della zona.

## Indicazioni
L'intervento ha delle indicazioni ben precise, che la maggioranza delle società scientifiche specialistiche hanno stilato, per cui deve essere effettuata una visita otorinolaringoiatrica per valutare la giusta indicazione all'intervento.

## Galleria d'immagini

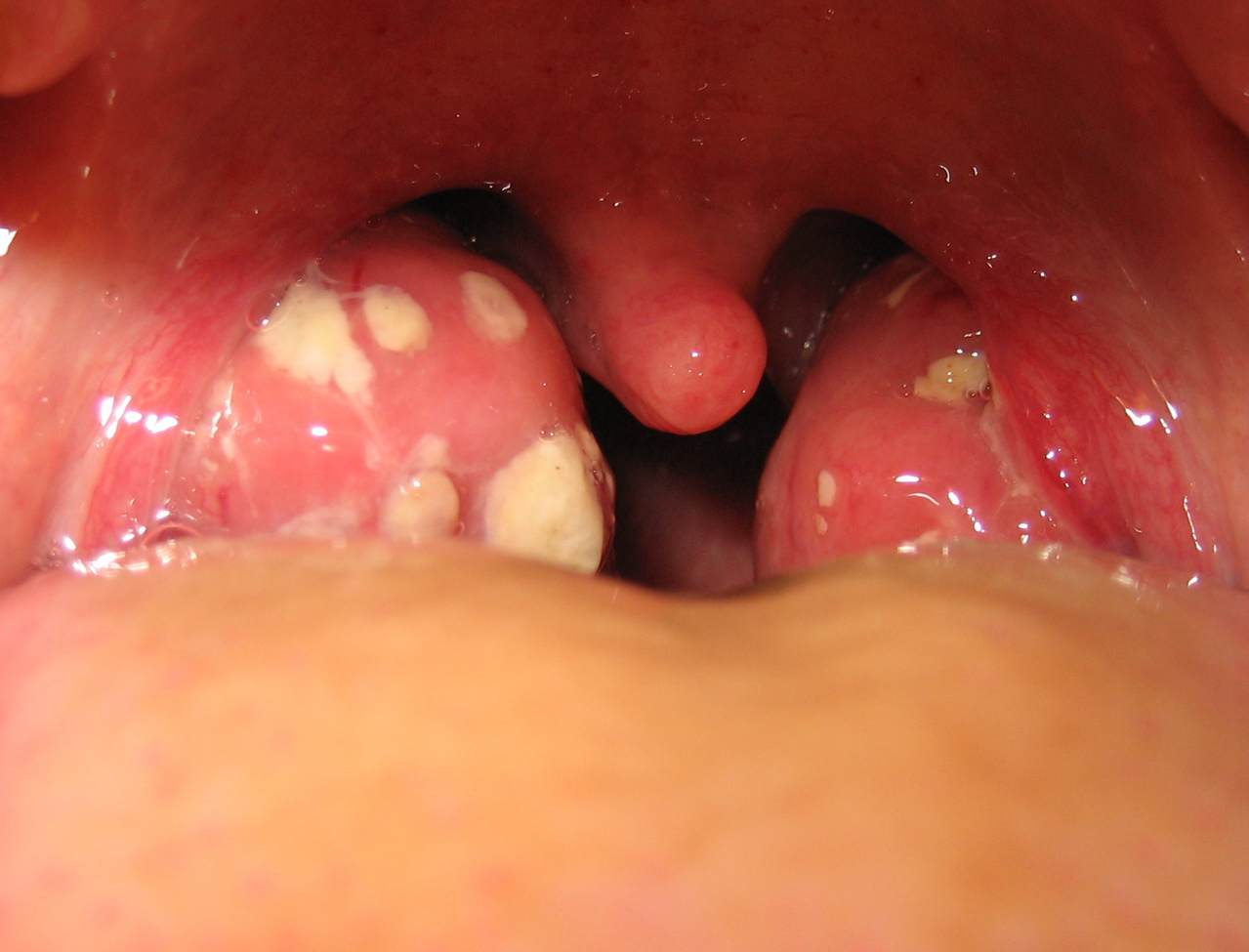
Gola con tonsillite batterica
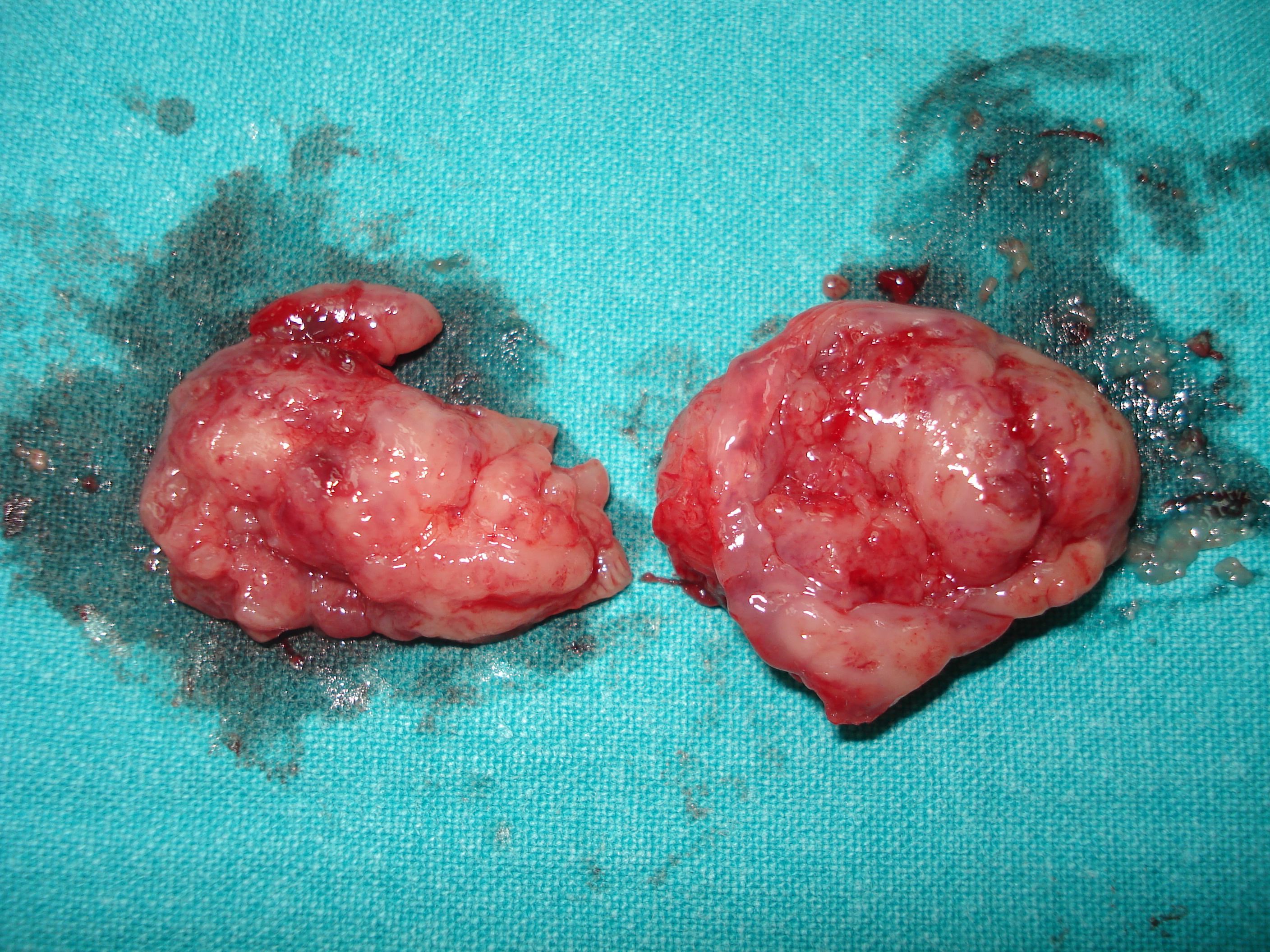
2 tonsille rimosse.
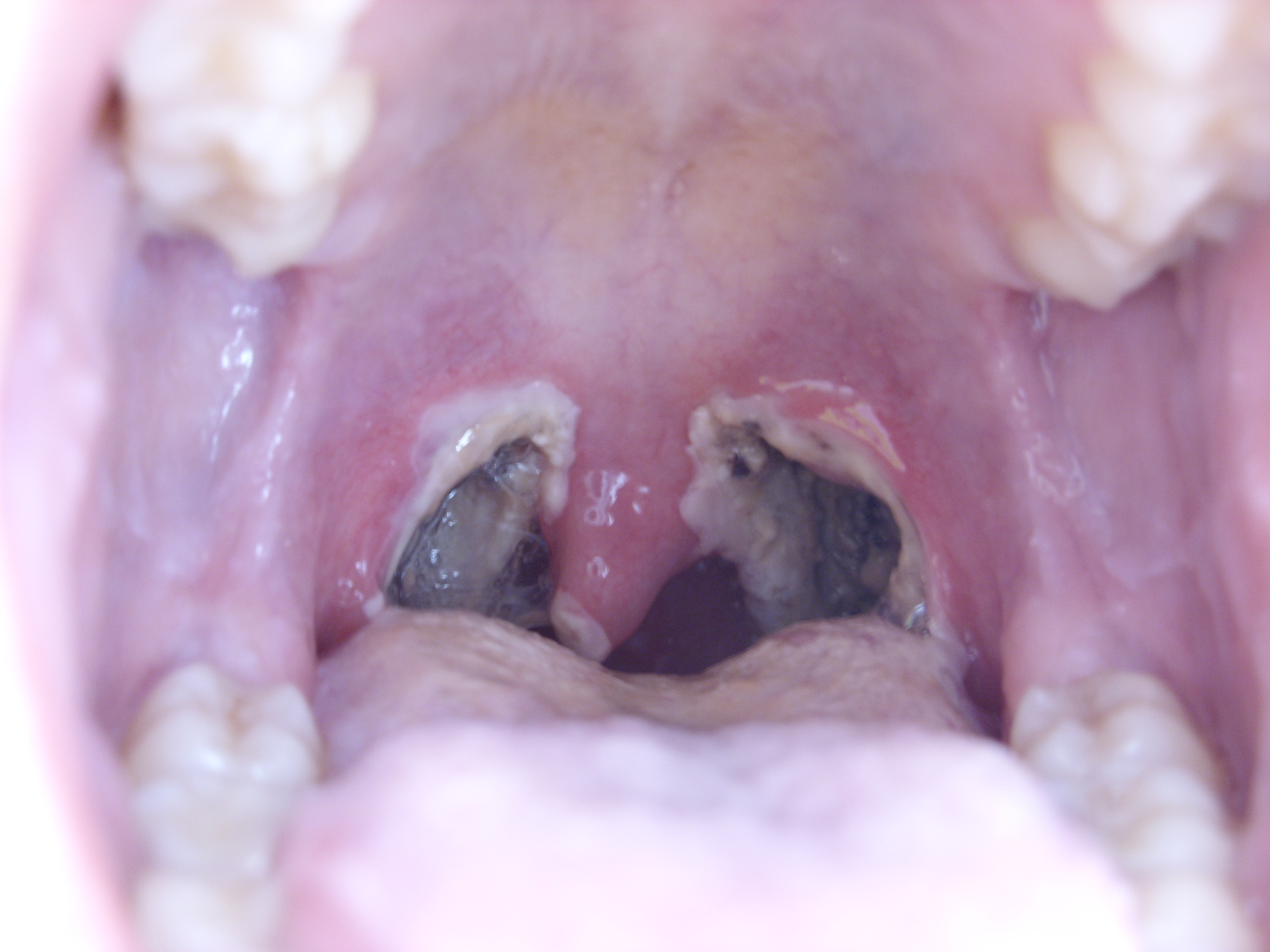
Gola ad 1 giorno dopo una tonsillectomia.
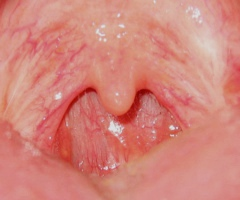
Gola qualche giorno dopo una tonsillectomia.